# Harold Peake
Harold John Edward Peake, F.S.A. (1867 – 1946) foi um arqueólogo inglês e curador do Museu de West Berkshire, notável por ter coautorado a série Corridors of Time com Herbert John Fleure, cobrindo diversos temas da arqueologia à antropologia, e por sua "teoria dos prospectores".

## Teoria dos prospectores
Peake é mais lembrado por sua "teoria dos prospectores", da escola difusionista da antropologia, que argumenta que um grupo de marinheiros do leste do Mar Mediterrâneo colonizou a Europa desde c. 2800 a.C., introduzindo o dólmen. Ao contrário de Grafton Elliot Smith, que acreditava que estes colonos marinhos eram egípcios, Peake os associava à Suméria. Robert Bennett Bean associava o "prospector" de Peake à raça adriática de Joseph Deniker.